# 雷從民
雷從民（1907年—1969年）。陝西省澄城縣人。鐵道工程師。第二届、第三届全國人大代表。

## 生平[1]
1922年9月至1928年6月在清华学校学习、毕业。1926年11月前加入中国共产党，是清华大学最早的三位党员之一（王达成、雷从民、朱莽），1927年5月起担任党支部书记，不久赴美留学。1928年毕业于清华大学土木工程系，1931年毕业于美国康奈尔大学研究生院，获土木工程硕士学位。1933年回国，曾任粤汉铁路局帮工程师，叙昆铁路局三总段九分段段长，滇缅铁路局第三工程处工务课技术股主任、第三十四工程处副处长，湘桂黔铁路工程局都筑段工程处副处长。
1949年冬中国人民解放军第二野战军进军贵州时，湘黔、川黔、滇黔3条公路多处桥梁遭破坏，率领职工配合解放军工兵部队参加了抢修工作，亲自指导设计与施工，修复了乌江、黄果树、施秉等20余座大小桥梁，保证了解放军顺利入川、入黔。1950年开始历任西南铁路干线工程局贵阳工程处工务科科长、成都工程处副处长，西南铁路设计分局副局长。主持完成了成渝线西段的施工、宝成线南段的勘测设计。1954年组建西北设计分局（铁道部第一设计院前身）任总工程师，攻克宝成北段(宝鸡至略阳)勘测设计。兰州至乌鲁木齐、乌鲁木齐至阿拉山口，兰州至西宁，酒泉至镜铁山支线，阳平关至安康，干塘至武威，西安至延安线，延安至太原线等线路的初步设计。1962年任铁道部基本建设总局副总工程师、高级工程师。自1962年担任了中国土木工程学会铁道工程委员会副主任委员。1969年因心脏病在北京去世。 